# Vita Karpaterna
Vita Karpaterna (tjeckiska: Bílé Karpaty, slovakiska: Biele Karpaty) är en bergskedja på gränsen mellan Tjeckien och Slovakien.